# Laura Conti
Laura Conti (Udine, 31 marzo 1921 – Milano, 25 maggio 1993) è stata una partigiana, medica, ambientalista, politica e scrittrice italiana, fondatrice di Lega per l'Ambiente e pioniera dell'ecologismo italiano.

## Biografia
Nata a Udine, dopo aver vissuto a Trieste e Verona, si trasferisce a Milano per frequentare la facoltà di Medicina. Nel gennaio del 1944 entra a far parte del Fronte della gioventù per l'indipendenza nazionale e per la libertà di Eugenio Curiel. È incaricata di svolgere attività di proselitismo tra i militari. Il 4 luglio viene arrestata; dopo un breve periodo a San Vittore, viene internata nel Campo di transito di Bolzano. Riesce fortunosamente ad evitare la deportazione in Germania. Da questa esperienza nasce il romanzo "La condizione sperimentale".
Tornata libera, consegue la laurea in Medicina. A Milano attua anche il suo impegno politico: prima nelle file del Partito socialista, e dal 1951 in quello comunista. Riveste gli incarichi di consigliere provinciale dal 1960 al 1970 e successivamente, fino al 1980, di consigliere regionale della Lombardia. È segretaria della Casa della Cultura, fonda e dirige l'Associazione "Gramsci", partecipa alla fondazione della "Lega per l'ambiente" (oggi Legambiente) di cui sarà presidente del Comitato scientifico. Nel 1987 è eletta alla Camera dei deputati.

## Attività
L'ambientalismo di Laura Conti aveva una componente antica, una componente di forte umanità che affondava le sue radici nell'esperienza della Resistenza. Queste radici erano condivise con un'altra figura della Milano “illuminata”: Ercole Ferrario. Vite parallele, le loro, con una comunanza di attenzione all'uomo e alla natura. Laura Conti è stata una divulgatrice infaticabile. Le piaceva ripetere: “Non sono una scienziata, ma una studiosa dei problemi ecologici. Pur trovando affascinante lo studio, penso che sia importante anche agire ed operare. Per questo motivo ho deciso di fare politica: non basta studiare, bisogna anche darsi da fare”.
Il 10 luglio 1976 dall'Icmesa, una fabbrica a nord di Milano, esce una nube tossica contenente molti chili di diossina, una sostanza allora quasi sconosciuta, che ricade sul centro abitato. Laura Conti è all'epoca consigliere regionale e non risparmia il suo aiuto e la sua vicinanza agli abitanti di Seveso.
Con le pubblicazioni “Visto da Seveso” e “Una lepre con la faccia di bambina” la popolarità di Laura Conti varca i confini nazionali. Il 24 giugno 1982, Bruxelles approva la direttiva sui rischi di incidenti connessi con determinate attività industriali che verrà battezzata “Direttiva Seveso”.
Nel 1986 le viene conferito il Premio Minerva per il suo percorso scientifico e culturale. Muore, per un malore improvviso, il 25 maggio 1993.

## Archivio personale
Il suo archivio è stato lasciato alla Fondazione Micheletti di Brescia.

## Onorificenze
Il 3 maggio 2006 la Provincia di Milano, per i sessant'anni della “Casa della Cultura” e il trentennale di Seveso, organizza un convegno dedicato a Laura Conti: “Una protagonista del nostro tempo”. Nel novembre dello stesso anno il Comune di Milano riconosce Laura Conti come “Cittadina benemerita” e iscrive il suo nome nel Famedio del Cimitero Monumentale. Nel marzo del 2011 anche le sue spoglie sono trasferite al Cimitero Monumentale, nella tomba-scultura della famiglia Casati, dopo la donazione fatta a “Italia Nostra”.
Il 28 maggio 2012 viene presentato al “Piccolo Teatro Grassi”  il libro “Laura Conti, alle radici dell'ecologia”, Chiara Certomà, Biblioteca del Cigno. È sottoscritto un appello per l'intitolazione a Laura Conti di una via di Milano. Il 25 maggio 2013, nel ventennale della sua morte, è intitolato a Laura Conti un giardino pubblico nella zona 8 di Milano, vicino alla sua abitazione.
A Bolzano, alla sua memoria è stata intitolata la Via Laura Conti o Laura-Conti-Weg, posta nel quartiere di Don Bosco-Neugries.

## Scritti
Tra le sue molte opere, si ricordano in particolare:
- Cecilia e le streghe - Einaudi editore, Torino, 1963
- La condizione sperimentale - Mondadori, Milano, 1965
- Sesso ed educazione - Editori Riuniti, Roma, 1971
- Le frontiere della vita - Arnoldo Mondadori Editore, Milano, 1972
- Il dominio sulla materia - Arnoldo Mondadori Editore, Milano, 1973
- Che cos'è l'ecologia. Capitale, lavoro e ambiente. - Ed. Mazzotta, Milano, 1977
- Visto da Seveso - Ed. Feltrinelli, Milano, 1977
- Una lepre con la faccia di bambina - Editori Riuniti, Roma, 1978
- Il tormento e lo scudo - Mazzotta, Milano, 1981
- Tecnologia. Dalle origini al 2000 , con Cesare Lamera, Libri Illustrati Mondadori, Milano, 1981
- Imparare la salute - Ed. Zanichelli, Milano, 1983
- Questo pianeta - Editori Riuniti, Roma, 1983
- Terra a rendere - Ediesse, Roma, 1986
- Ambiente terra - Mondadori, Milano, 1988
- Discorso sulla caccia - Editori Riuniti, Roma, 1992